# Nothing Is Keeping You Here
«Nothing Is Keeping You Here» (в переводе с англ. — «Ничто тебя здесь не держит») — сингл из альбома группы a-ha Foot of the Mountain. Он был выпущен как второй сингл из этого альбома в Великобритании и как третий сингл в Европе (вторым в Европе был выпущен сингл «Shadowside»). В одном из интервью, данных Полом Воктором-Савоем в родной Норвегии, он отметил, что эта песня была написана для альбома первой. Песня также звучит в саундтреке к немецкому фильму «Zweiohrkueken».

## Содержание сингла

### Немецкий выпуск на диске
1. «Nothing Is Keeping You Here» (Single Edit) — 3:04
2. «Nothing Is Keeping You Here» (Steve Osborne Remix) — 3:21

### Европейский выпуск для скачивания
1. «Nothing Is Keeping You Here» (Radio Edit) — 3:21
2. «Nothing Is Keeping You Here» (Album Version) — 3:17

Сингл, выпущенный в Великобритании, содержит радиоверсию песни «Nothing Is Keeping You Here», ремикс к которой создал Стив Осборн (Steve Osbourne), и альбомную версию. Вторая версия сингла была выпущена в Германии 20 ноября 2009 года. Она содержит в себе урезанную версию «Single edit», ремикс к которой создал Том Кости (Tom Costey), и ремикс Стива Осборна, который в другом издании обозначен как «Radio edit».

## Позиции в чартах
| Чарт (2010) | Пиковая позиция |
| ----------- | --------------- |
| Германия    | 65              |

## Видео
Музыкальный клип был снят в Германии режиссёром Уве Флэйдом и был включен в немецкое специальное издание альбома Foot of the Mountain.